# Навалочна (платформа)
Навалочна — залізнична платформа на московському напрямку Санкт-Петербурзького відділення Жовтневої залізниці. Розташовується в промисловій зоні Санкт-Петербурга у Нафтової дороги, поблизу межі Невського та Фрунзенського районів.
Основна частина численних залізничний колій у платформи належить до території станції Санкт-Петербург-Товарний-Московський. На північний захід від платформи розташовано пасажирське вагонне депо №8 Жовтневої залізниці. На схід від платформи знаходиться парк відстою вагонів станції Санкт-Петербург-Головний.
На платформі зупиняються більшість прямуючих через неї електропоїздів.